# Carlos Valderrama
Carlos Alberto »El Pibe« Valderrama Palacio, kolumbijski nogometaš, * 2. september 1961, Santa Marta, Kolumbija.
Bil je prepoznaven zaradi svojih blond las s trajno. Bil je kapetan kolumbijske reprezentance v 90. letih na Svetovnih prvenstvih 1990, 1994 in 1998. Med 1985 in 1998 je zastopal Kolumbijo na 111 mednarodnih tekmah in zadel 11 zadetkov, s čimer je postal nogometaš z največ nastopi za kolumbijsko izbrano vrsto. Splošno se ga obravnava kot najboljšega kolumbijskega nogometaša doslej.